# Камеевский сельсовет
Камеевский сельсовет — муниципальное образование в Мишкинском районе Башкортостана.
Административный центр — село Камеево.

## История
Согласно Закону о границах, статусе и административных центрах муниципальных образований в Республике Башкортостан имеет статус сельского поселения.

## Население
| 2002  | 2009  | 2010  | 2012  | 2013  | 2014  | 2015  |
| ----- | ----- | ----- | ----- | ----- | ----- | ----- |
| 1533  | ↘1461 | ↘1266 | ↘1229 | ↘1189 | ↘1150 | ↘1119 |
| 2016  | 2017  | 2018  |       |       |       |       |
| ↘1111 | ↘1089 | ↘1084 |       |       |       |       |

## Состав сельского поселения
| № | Населённый пункт  | Тип населённого пункта       | Население |
| - | ----------------- | ---------------------------- | --------- |
| 1 | Камеево           | село, административный центр | ↘693      |
| 2 | Байтурово         | деревня                      | ↘273      |
| 3 | Бабаево           | село                         | ↘190      |
| 4 | Русское Байбаково | деревня                      | ↘107      |
| 5 | Красный Ключ      | деревня                      | ↘3        |
| 6 | Николаевка        | деревня                      | →0        |
| 7 | У-Марий           | деревня                      | →0        |

## Известные уроженцы
- Орсаев, Егор Орсаевич (12 июня 1910 — 25 сентября 1951) — командир орудия 683-го артиллерийского полка 214-й стрелковой дивизии 52-й армии 1-го Украинского фронта, сержант, Герой Советского Союза (1945)[16][17].